# カン・マンス
カン・マンス（朝: 강만수、英: Kang Man-Soo / Gang Man-Su、日: 姜萬守 / 姜万守、1955年8月24日 - ）は、韓国の元・男子バレーボール選手。元・韓国代表。ポジションはレフト。
慶尚南道河東郡出身。漢陽大学校（1978年）卒業。早稲田大学（1986年）卒業。東海大学大学院体育専攻。

## 球歴
日本では1987-1991年度の間、東レ九鱗会（現・東レアローズ）に在籍していた。
同じチームの松田明彦とのペアで、ビーチバレージャパン（1988年・1989年）を連覇したこともある。
2013年5月、ウリカード・ドリームシックスの監督就任が発表された。
2015年、親会社の変更問題や所属選手の負傷、不振による低迷で最下位となり辞任。

## 所属チーム
選手
- 聖地工業高校（1971-1974年）
- 漢陽大学校（1974-1978年）
- 金星通信（1978-1980年）
- Al Jazira（1980-1982年）
- 現代自動車サービス（1983-1984年）
- 早稲田大学（1985-1987年）
- 東レ九鱗会（1988-1991年）

指導者
- 現代自動車サービス（1992-2001年）
- 大韓民国男子代表（1997年）
- 水原KEPCO45（2009-2011年）
- 牙山ウリィカード・ハンセ（2013-2015年）

## 球歴
- 大韓民国男子代表（1972-1984年）
  - ユニバーシアード - 1973年（銅メダル）、1977年（銅メダル）、1979年（金メダル）
  - アジア競技大会 - 1974年（銀メダル）、1978年（金メダル）、1982年（銅メダル）
  - オリンピック - 1984年（5位）